# Light as a Feather
Light as a Feather – drugi album studyjny amerykańskiej grupy jazzfusionowej Return to Forever, wydany w 1973 roku przez Polydor Records.

## Lista utworów
Opracowano na podstawie materiału źródłowego.
Wydanie LP:
Strona A
| Nr | Tytuł utworu         | Słowa          | Muzyka         | Długość |
| -- | -------------------- | -------------- | -------------- | ------- |
| 1. | „You're Everything”  | Neville Potter | Chick Corea    | 5:11    |
| 2. | „Light as a Feather” | Flora Purim    | Stanley Clarke | 10:57   |
| 3. | „Captain Marvel”     | -              | Chick Corea    | 4:53    |
|    |                      |                |                | 21:01   |

Strona B
| Nr | Tytuł utworu      | Słowa          | Muzyka      | Długość |
| -- | ----------------- | -------------- | ----------- | ------- |
| 1. | „500 Miles High”  | Neville Potter | Chick Corea | 9:06    |
| 2. | „Children's Song” | -              | Chick Corea | 2:48    |
| 3. | „Spain”           | -              | Chick Corea | 9:55    |
|    |                   |                |             | 21:49   |

## Twórcy
Opracowano na podstawie materiału źródłowego.
Muzycy:
- Chick Corea – pianino, keyboardy
- Stanley Clarke – gitara basowa, kontrabas
- Joe Farrell – flet, saksofon sopranowy, saksofon tenorowy
- Airto Moreira – perkusja, instrumenty perkusyjne
- Flora Purim – śpiew

Produkcja:
- Chick Corea – produkcja muzyczna
- Hugh Jones, Richard Manwaring – inżynieria dźwięku